# Вісімка (петля)

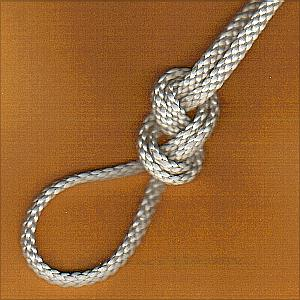
Вісімка

Вісімка (фламандська петля) — петля, застосовувана в альпінізмі. Петля не вимагає контрольного вузла на кінці і використовується в основному для закріплення карабіна на основній мотузці.
Петля-вісімка являє собою вузол-вісімку, зав'язаний на здвоєній мотузці.

## Переваги
- Не потребує контрольних вузлів.

## Недоліки
- Після навантаження важко розв'язується;
- Складно зав'язати правильно, наприклад, на малюнку справа — він зав'язаний з «перехльостами».